# جونکی یوکونو
جونکی یوکونو (انگلیسی: Junki Yokono؛ زادهٔ ۷ اکتبر ۱۹۸۹) بازیکن فوتبال اهل ژاپن است.
از باشگاه‌هایی که در آن بازی کرده‌است می‌توان به باشگاه فوتبال کونسادول ساپورو اشاره کرد.